# Paul da Pedreira
O Paul da Pedreira do Cabo da Praia é uma zona húmida emergente que teve como origem a exploração da pedreira do Cabo da Praia nos anos 80, cujos inertes se destinaram principalmente à construção do Porto Oceânico da Praia da Vitória e foi descoberta após alguns anos de desuso da pedreira. 
Esta Zona Húmida define-se como sendo uma área de terreno baixo, submerso ou periodicamente inundado por água salgada. A periodicidade de inundação está ligada às marés, mas também é influenciada pela precipitação e água subterrânea (aquífero de base). Pelo facto do nível freático estar muito próximo da superfície, deu-se à formação de lagunas costeiras e zonas encharcadas onde se encontram comunidades costeiras de tendências halófitas.
O conjunto de lagoas e canais são mantidos por uma dinâmica de inundações periódicas associadas ao ciclo de maré, formando um abrigo climático para diversas aves aquáticas, particularmente as pernaltas, apresentando-se como reminiscente da situação que prevalecia outrora no Paul da Praia da Vitória (MORTON, et.al, 1997). 
Os investigadores MORTON e colaboradores elaboraram em 1997 uma descrição básica do ecossistema, incluindo aspectos de geológicos, geomorfológicos, hidrológicos e ecológicos da pedreira, com indicação das espécies presentes (avifauna, flora e artrópodes, moluscos, entre outros) no paul da Praia, o remanescente do paul do Belo Jardim e um novo paul localizado na antiga Pedreira. Após a caracterização dos parâmetros físicos, químicos, geológicos e ecológicos, os autores defendem a sua reabilitação, alegando que a reabilitação de pedreiras se tem demonstrado eficiente noutros locais e avançando propostas para que tal se possa conseguir localmente.
Segundo BARATA (2002), esta zona constitui um local de dinâmica ornitológica singular, de grande interesse internacional para a avaliação da distribuição zoogeográfica e voos dispersos das espécies de aves aquáticas. De facto, neste local podem observar-se espécies de aves como Calidris canutus (Seixoeira), Calidris alba (Pilrito-das-praias), Arenaria interpres (Rola-do-mar), Limosa limosa (Milherango), Limosa lapponica (Fuselo), Charadrius alexandrinus (Borrelho-de-coleira interrompida), algumas das quais nidificantes (MORTON et al., 1997; BARATA, 2000; MULLARNEY, et al. 2003; RODEBRAND et  al., 2006). 
Sendo esta uma zona importante no período pós-reprodutor (invernantes vs migratórias vs nidificantes) sendo considerado por diversos especialistas como o local europeu mais importante para a observação de espécies migratórias provenientes do Norte da América. Os meses mais importantes para a observação de limícolas são Setembro e Outubro, daí que nesta época ocorram inúmeras visitas de ornitólogos, que podem observar aves oriundas do Norte da América, África e Europa num mesmo local.